# KSV Baunatal
Der Kultur- und Sportverein Baunatal e. V. ist mit rund 8000 Mitgliedern der größte Sportverein in Baunatal und in der Region Nordhessen.

## Geschichte
Der heutige KSV Baunatal ist aus mehreren Vereinen aus den damaligen Gemeinden Altenritte, Altenbauna und Kirchbauna in der heutigen Stadt Baunatal hervorgegangen. Allgemein gilt als Gründerverein des KSV Baunatal der 1892 gegründete Turnverein „Gut Heil“ in Altenritte. Von 1903 bis 1910 entstanden in Altenritte der „Arbeiter-Turn-Verein“ und der „Deutsche Turnverein“, in Altenbauna der „Deutsche Turnverein“ und der „Arbeiter-Turnverein“. In Kirchbauna bildete sich zeitgleich der „Deutsche Turnverein Gut Heil“. Das Jahr 1914 stand für die erste Fußballsparte in Altenritte. 1918 gründete sich der „Arbeiter-Turn- und Sportverein“ in Altenbauna und 1919 lebte auch der „Deutsche Turnverein“ wieder auf. Im Jahr 1921 in der Gemeinde Kirchbauna ein „Arbeiter-Turn- und Sportverein“ gegründet, der 1925 eine Handballsparte eröffnete.
Zwischen 1933 und 1944, so entstanden der Turn- und Sportverein „Gut Heil“ in Altenbauna, der VfL Altenritte und der FSV Kirchbauna.
Nach dem Zweiten Weltkrieg gründete sich 1945 der „Kultur- und Sportverein Altenbauna“, in Altenritte der „Kultur- und Sportverein Altenritte“, in Kirchbauna der FSV Kirchbauna, der sich 1955 in „Spielvereinigung Kirchbauna“ umbenannte.
Nachdem sich am 1. Januar 1964 die Gemeinden Altenbauna, Altenritte, Kirchbauna zur Gemeinde Baunatal zusammengeschlossen hatten, fusionierten am 13. April 1964 auch die beiden Sportvereine KSV Altenritte und KSV Altenbauna unter dem Namen Kultur- und Sportverein Baunatal e. V. – KSV Baunatal. 1970 schloss sich der zwischenzeitlich von FSV in SV umbenannte Sportverein Kirchbauna dem Verein an. Im Jahr 1992 feierte der KSV Baunatal sein hundertjähriges Vereinsjubiläum.
Am 4. Juni 2014 wurde die Vereinsführung neu organisiert. Es wurde ein geschäftsführender Vorstand eingesetzt, der aus vier Personen besteht (zwei hauptamtlich, zwei ehrenamtlich). Berufen wird der Vorstand durch das Präsidium, das aus der Präsidentin bzw. dem Präsidenten, zwei Vizepräsidenten und vier weiteren Präsidiumsmitgliedern, die alle ehrenamtlich tätig sind, besteht. Darüber hinaus hat das Präsidium eine Aufsichts- und Repräsentationsfunktion.
Im November 2016 wurde der KSV Baunatal Zweiter im Wettbewerb um den Zukunftspreis des hessischen Sports. Die Auszeichnung ist mit einem Preisgeld von 10.000 Euro verbunden. Im Jahr 2017 blickte der KSV Baunatal auf eine 125-jährige Geschichte zurück.

## Abteilungen
Der KSV Baunatal gliedert sich in 28 Abteilungen mit 40 Sportarten. Das Angebot reicht von Leistungssport über Breiten- und Freizeitsport bis zu Sport in der Prävention und Rehabilitation, darüber hinaus bietet der KSV Baunatal kulturelle Angebote an. Neben Fußball, Handball, Leichtathletik werden zum Beispiel auch Herzsport, Cheerleading, Pétanque und Tanzsport angeboten.
Auch das Programm „Integration durch Sport“, das der Deutsche Olympische Sportbund (DOSB) initiiert hat, wird vom KSV Baunatal als anerkannter Stützpunktverein unterstützt. Das zentrale Ziel des Programms ist die Integration von Zuwanderern.

## Erfolge
Abteilung Badminton
Paul Bösl wurde 2013 zweifacher deutscher Vizemeister im Doppel und Mixed in seiner Altersklasse.
Abteilung Cheerleading
Die „Seniors“ des KSV Baunatal nahmen 2010 als erstes nordhessisches Cheerleading-Team an den deutschen Meisterschaften teil und erreichten einen dritten Platz. Zuvor waren die Seniors bereits Hessenmeister und Vizeregionalmeister geworden.
Abteilung Fußball
Ihren Anfang nahm die Tradition der Fußballabteilung im Jahre 1914. Anlässlich eines Turnfestes wurde zum ersten Mal auf einem Wiesengelände in Baunatal ein Fußballspiel ausgetragen. Von 1976 bis 1979 spielte der Verein in der 2. Fußball-Bundesliga. Während dieser Zeit bestritt der KSV seine Heimspiele im Auestadion in Kassel. Anschließend spielte der KSV bis 1991 in der Amateur-Oberliga Hessen, stieg danach zeitweise in die Landesliga ab. Seit 1999 gehörte der KSV Baunatal wieder der höchsten hessischen Spielklasse, der Fußball-Hessenliga, an. In der Saison 2012/13 gelang der Aufstieg in die Regionalliga Südwest. In der Saison 2015/16 stieg der KSV Baunatal wieder in die Hessenliga ab.
Abteilung Handball
Die Handballer des KSV Baunatal bilden eine Spielgemeinschaft mit dem TSV Guntershausen und dem TSV Hertingshausen. In der Saison 2012/13 wurden die A-Jugendhandballer der Spielgemeinschaft Hessenmeister. Die Herren stiegen 2013 in die Oberliga auf.
Abteilung Hockey
Die Herrenmannschaft der Hockeyabteilung spielt in der Saison 2011/12 in der Halle in der 4. Verbandsliga Hessen.
Abteilung Inline-Hockey
Die 1998 gegründeten Pinguine Baunatal sind als Inlinehockeyteam in der vom DRIV veranstalteten IHD-Bundesliga tätig. In den Jahren 2014, 2015 und 2016 wurden die Pinguine dreimal hintereinander Deutscher Meister.
Abteilung Kegeln
Die Damen des KSV Baunatal sicherten sich in der Saison 2010/11 die Hessenmeisterschaft, die Herren die Meisterschaft in der Bezirksoberliga, was mit dem Aufstieg in die Regionalliga in der Saison 2011/12 verbunden ist.
Abteilung Radsport-Outdoor
Erfolgreich auf nationaler und internationaler Ebene ist auch die Abteilung Radsport-Outdoor. Hilmar Schneider wurde im April 2013 Vizeeuropameister bei der Duathlon-Europameisterschaft auf der Langdistanz.
Abteilung Sportakrobatik
Sportakrobaten Janina Huck und Marcel Becker vom KSV Baunatal holten bei der deutschen Meisterschaft 2011 in Dresden bei den Mixed-Paaren den Titel.
Abteilung Tauchen
Die Abteilung Tauchen im KSV Baunatal war im Jahr 2011 einer von zwölf Siegern des Vereinswettbewerbs „Klimaschutz im Sportverein“, den der Deutsche Olympische Sportbund (DOSB) und das Bundesumweltministerium (BMU) als Förderer ausgeschrieben haben.
Abteilung Tischtennis
Seit 1963 wird im KSV Baunatal Tischtennis gespielt. Die 1. Herrenmannschaft wurde am 13. April 2013 Meister in der Bezirksklasse.
Abteilung Trampolin
Jana Rosenthal wurde 2011 in der Klasse der Schülerinnen bei den Hessischen Doppelmini-Trampolin-Spring-Meisterschaften Hessische Meisterin, Sophia Frankfurth Vizemeisterin.
Abteilung Triathlon
Am 1. Mai 2012 wurde Simon Sareika Deutscher Meister im Duathlon. Die 1. Herrenmannschaft, Christoph Bentz, David Lappöhn, Michi Zahrt, Heiko Weber und Thomas Schröder, sicherten sich am letzten Wettkampftag im Jahr 2013 den Aufstieg von der Regionalliga Mitte in die 2. Bundesliga. Die 1. Damenmannschaft (Irina Roppelt, Katharina Pietsch, Birgit Solhdju und Diana Tempel) stieg gleichfalls auf, ihr gelang der Sprung von der 2. Hessenliga in die 1. Hessenliga.

## Sportanlagen

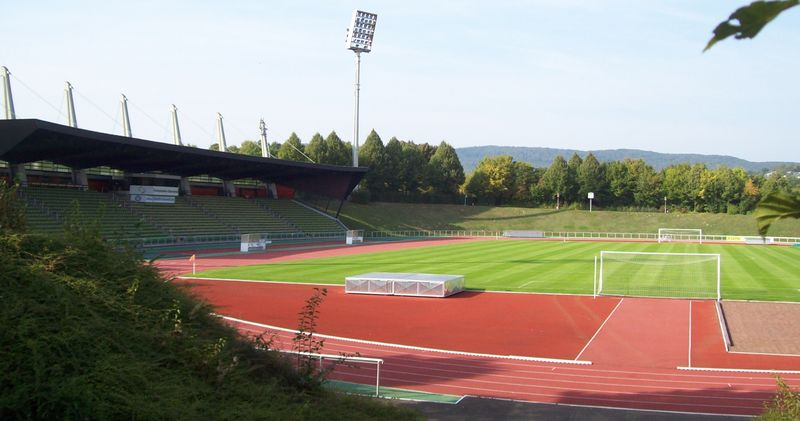
Parkstadion Baunatal

Die Stadt Baunatal stellt dem KSV Baunatal Sportplätze und Sporthallen zur Verfügung. Die Fußballhessenligamannschaft des KSV Baunatal trägt ihre Heimspiele im 1979 eröffneten Parkstadion aus. Das Stadion bietet Platz für 9000 Zuschauer, davon 2578 auf überdachten Sitzplätzen. Das Stadion verfügt zudem über Leichtathletikmöglichkeiten und eine Flutlichtanlage. Zudem stehen dem Verein ein weiteres Stadion am Baunsberg mit 3000 Stehplätzen sowie mehrere Trainingsplätze zur Verfügung. Die Rundsporthalle Baunatal ist die größte Halle mit 829 Sitzplätzen auf den Tribünen und 476 Sitzplätze auf der Teleskoptribüne. Für die Fitness- und Kursangebote des KSV Baunatal stehen vereinseigene Räume zur Verfügung, in denen sich auch die Geschäftsstelle und ein Bistro befinden. Für sein vereinseigenes Fitnessstudio erhielt der KSV Baunatal im Jahr 2008 vom Deutschen Olympischen Sportbund als bundesweit erster Verein das Siegel „Sport Pro Fitness“.

## Hallensportschau
Seit den 1970er-Jahren ist der KSV Baunatal Ausrichter einer Hallensportschau, die sich seit 2009 unter dem Titel Adrenalin – Die Sportshow der Gefühle präsentiert und eine der größten Sportshows in Hessen ist. Alle zwei Jahre treffen sich Artisten, heimische Amateure und internationale Profis in der Rundsporthalle Baunatal, um ihr Können vor bis zu 2000 Zuschauern zu zeigen.

## Sponsoren
Im Sponsoring baut der KSV Baunatal auf langjährige Partnerschaften. Neben dem Vertrieb Original Teile sind die Firma geo-Fennel und die Firma Becker Bedachungen aus Baunatal seit vielen Jahren Hauptsponsoren der KSV Baunatal (Fußballabteilung). Der Hauptverein setzt ebenfalls auf Sponsoren aus der Region, z. B. die EAM (Energieversorger), die Kasseler Sparkasse, die Raiffeisenbank Baunatal und die Hütt-Brauerei.